# 格內什蒂鄉
46°20′N 24°21′E / 46.33°N 24.35°E
格內什蒂鄉（羅馬尼亞語：Comuna Gănești, Mureș），是羅馬尼亞的鄉份，位於該國中部，由穆列什縣負責管轄，面積58平方公里，海拔高度287米，2007年人口3,987，人口密度每平方公里69人。